# Jean-Luc Vanraes
Jean-Luc Vanraes (Ieper, 10 april 1954) is een Belgisch politicus voor Open Vld.

## Biografie
Jean-Luc Vanraes doorliep zijn secundaire studies in het Sint-Vincentiuscollege te Ieper en studeerde vervolgens rechten aan de Vrije Universiteit Brussel. Hij studeerde af in 1980 en is sindsdien advocaat aan de balie van Brussel, waarbij hij zich specialiseerde in ondernemingsrecht. 
Vanraes werd politiek actief bij de Vlaamse Liberalen en Democraten. Voor deze partij werd hij in oktober 1994 verkozen tot gemeenteraadslid van Ukkel, wat hij bleef tot eind 2000. Van 1999 tot 2009 en opnieuw van 2013 tot 2017 was hij OCMW-voorzitter van de gemeente en in oktober 2000 werd hij lid van Brussels Hoofdstedelijk Parlement ter vervanging van Brussels minister Guy Vanhengel. Hij was van oktober 2000 tot juni 2009 voorzitter van de Raad van de Vlaamse Gemeenschapscommissie (VGC) en was in de legislatuur 2004-2009 fractievoorzitter voor zijn partij. In november 2003 werd hij benoemd tot voorzitter van de Universitaire Associatie Brussel (UAB) wat hij bleef tot mei 2010. Sinds de verkiezingen van oktober 2006 is Vanraes opnieuw gemeenteraadslid in Ukkel en sinds december 2024 is hij schepen van de gemeente, bevoegd voor Nederlandstalige aangelegenheden, Gezondheid, Senioren, Europese Aangelegenheden, Internationale Solidariteit, Personen met een Handicap en Erediensten.
In juli 2009 werd Vanraes Brussels minister voor Financiën en Begroting in de regering-Picqué IV nadat partijgenoot Guy Vanhengel federaal minister werd. Zo werd Vanraes voorzitter van het College van de Vlaamse Gemeenschapscommissie en bevoegd voor het Nederlandstalig onderwijs in Brussel en voor communicatie. In december 2011 bleek dat Guy Vanhengel geen ministerpost kreeg in de federale regering-Di Rupo waarna Vanraes terug ging zetelen in het Brussels parlement en voorzitter werd van de VGC-Raad. Beide functies bekleedde hij uit tot in december 2013.
Eind november 2013 werd Vanraes ondervoorzitter van het directiecomité van de Gewestelijke Investeringsmaatschappij voor Brussel (GIMB). Hij verliet toen ook het Brussels parlement maar bleef OCMW-voorzitter in Ukkel tot de GIMB in 2017 het cumuleren van deze mandaten verbood. Het aantal bestuursfuncties werd verminderd, de instelling werd omgevormd tot finance&invest.brussels en in 2018 kwam er met de Franstalige Pierre Hermant een nieuwe CEO, maar Vanraes bleef aan als ondervoorzitter van het directiecomité tot er in april 2020 met Franc Bogovic een opvolger werd benoemd.
Sinds 2010 zetelt Vanraes tevens in het Europees Comité van de Regio's.